# Laothus barajo
Laothus barajo is een vlinder uit de familie van de Lycaenidae. De wetenschappelijke naam van de soort werd als Thecla barajo in 1866 gepubliceerd door Reakirt.

## Synoniemen
- Thecla desdemona Hewitson, 1867